# Casasonica
Casasonica è stato uno studio di registrazione torinese ed etichetta discografica indipendente.

## Storia
Nata come studio di registrazione dei Subsonica, in particolare di Max Casacci.
Oltre ai Subsonica, svariate sono le produzioni e i remix realizzati in pochi anni, tra cui Assalti Frontali, i Gem Boy, Gatto Ciliegia contro il Grande Freddo, Cristina Donà, Sikitikis e AntiAnti, oltre a tutti gli album prodotti di Casasonica Label.
Dal 2004 Casasonica è diventata una casa di produzione di musica e video musicali.
L'etichetta era divisa in tre sezioni: Ground, Groova e Cosmo. Ground è la sezione dedicata al rock ed al pop d'autore. Groova è specializzata in dub ed elettronica. Cosmo alle musiche più sperimentali.
Attraverso le tre linee editoriali seguiva e produceva: Cinemavolta, Petrol, Sikitikis, LNRipley, Postal_m@rket, SteelA, Robertina e Gatto Ciliegia contro il Grande Freddo.
Nel 2007, gli Afterhours entrano a far parte di Casasonica per la parte relativa al management, dopo aver abbandonato la Mescal. Seguiti nel 2008 dai Baustelle.
Il 3 giugno 2010 Max Casacci annuncia la separazione tra l'agenzia, che rimarrà ad Alessandro Chiapello, e lo studio di registrazione, che resta a Casacci, per divergenze artistiche tra i due.
Nel 2011 lo studio si è trasferito nel quartiere Vanchiglia di Torino, dove ha preso il nome di Andromeda Studio. Il primo album registrato dai Subsonica nel nuovo studio è Eden uscito l'8 marzo 2011 sotto etichetta EMI/Virgin Records.